# Waran żółtawy
Waran żółtawy (Varanus flavescens) – gatunek gada z rodziny waranowatych (Varanidae).

## Występowanie
Występuje w Bangladeszu, Bhutanie, Nepalu, Pakistanie i północnych Indiach.

## Opis
Ten waran jest koloru zielonego z żółtym podbródkiem. Osiąga 70–90 cm długości.